# Chilcheondo
Chilcheondo är en ö i Sydkorea. Den ligger utanför ön Geojedo i provinsen Södra Gyeongsang, i den södra delen av landet, 300 km sydost om huvudstaden Seoul. Arean är 9,1 kvadratkilometer och den har 1 135 invånare.. Administrativt tillhör den Hacheong-myeon, en socken i stadskommunen Geoje. Den har broförbindelse dels med Geojedo, dels med Hwangdeokdo, en mindre ö utanför Chilcheondo. 